# Neamblysomus julianae
Neamblysomus julianae là một loài động vật có vú trong họ Chrysochloridae, bộ Afrosoricida. Loài này được Meester mô tả năm 1972.